# Que Farei com Este Livro?
Que Farei com Este Livro? é uma peça de teatro de José Saramago, lançada em 1980.